# 70783 Kenwilliams
70783 Kenwilliams este un asteroid din centura principală de asteroizi.

## Descriere
70783 Kenwilliams este un asteroid din centura principală de asteroizi. A fost descoperit pe 3 noiembrie 1999 în cadrul proiectului CSS. Asteroidul prezintă o orbită caracterizată de o semiaxă mare de 2,62 ua, o excentricitate de 0,13 și o înclinație de 3,6° în raport cu ecliptica.